# Municipio Roma II
Il Municipio Roma II è la seconda suddivisione amministrativa di Roma Capitale e racchiude i territori dei quartieri Parioli, Flaminio, Salario, Trieste, Nomentano, Tiburtino e Pinciano.
È stato istituito dall'Assemblea capitolina con la delibera numero 11 dell'11 marzo 2013 accorpando i precedenti municipi Roma II e Roma III. La sede principale è nel palazzo di via Dire Daua, 11, nel quartiere Trieste.

## Geografia fisica

### Territorio
Il II municipio di Roma Capitale ha un'estensione di 19,66 km². Confina a nord con il municipio Roma III, ad est confina col IV Municipio, a sud col Municipio Roma I e ad ovest col fiume Tevere che delimita il confine tra questo municipio e il XV Municipio.
All'interno del territorio del municipio è presente il monte Cacciarello.

## Cultura

### Istruzione

#### Biblioteche
- Biblioteca Flaminia, su via Fracassini.
- Biblioteca Europea, su via Savoia.

#### Università
Il Municipio II ospita la città universitaria della Sapienza oltre che le due sedi della Facoltà di architettura e quella della Facoltà di scienze della comunicazione. Inoltre sono presenti nel territorio del municipio la sede principale e quelle distaccate della Libera università internazionale degli studi sociali Guido Carli.

### Cinema
- Cinema Admiral, su piazza Verbano.
- Cinema delle Provincie d'essai, su viale delle Provincie.
- Cinema Embassy, su via Antonio Stoppani. Chiuso nel 2012.
- Cinema Jolly, su via Giano della Bella.
- Cinema King, su via Fogliano.
- Cinema Lux, su via Massaciuccoli.
- Cinema Mignon, su via Viterbo.
- Cinema Roxy Parioli, su via Luigi Luciani.
- Cinema Savoy, su via Bergamo.
- Cinema Tiziano, su via Guido Reni.
- Cinema Tibur, su via degli Etruschi.
- Casa del Cinema, in largo Marcello Mastroianni all'interno di villa Borghese.

## Parchi e ville
- Villa Ada
- Villa Albani
- Villa Balestra
- Villa Blanc
- Villa Borghese
- Villa Chigi
- Villa Glori

- Villa Leopardi
- Villa Massimo
- Villa Mercede
- Villa Paganini
- Villa Paolina
- Villa Torlonia
- Parco Virgiliano detto Parco Nemorense

## Geografia antropica

### Suddivisioni storiche
Nel territorio del Municipio insistono i seguenti comprensori toponomastici di Roma Capitale:
Rioni
- R. XVIII Castro Pretorio (parte)

Quartieri
- Q. I Flaminio, Q. II Parioli, Q. III Pinciano, Q. IV Salario, Q. V Nomentano, Q. VI Tiburtino (parte) e Q. XVII Trieste

### Suddivisioni amministrative
La suddivisione urbanistica del territorio comprende le sette zone urbanistiche dell'ex Municipio Roma II e le quattro dell'ex Municipio Roma III. La sua popolazione è così distribuita:
| Municipio Roma II     | Municipio Roma II | Municipio Roma II | Municipio Roma II |
| Denominazione         | Superficie        | Abitanti          |                   |
| --------------------- | ----------------- | ----------------- | ----------------- |
| 2A Villaggio Olimpico | 1,15 km²          | 2 796             |                   |
| 2B Parioli            | 2,07 km²          | 21 567            |                   |
| 2C Flaminio           | 1,39 km²          | 12 860            |                   |
| 2D Salario            | 1,93 km²          | 25 116            |                   |
| 2E Trieste            | 2,91 km²          | 52 076            |                   |
| 2X Villa Borghese     | 1,4 km²           | 617               |                   |
| 2Y Villa Ada          | 2,88 km²          | 849               |                   |
| 3A Nomentano          | 2,91 km²          | 38 400            |                   |
| 3B San Lorenzo        | 0,52 km²          | 8 761             |                   |
| 3X Università         | 1,02 km²          | 944               |                   |
| 3Y Verano             | 1,49 km²          | 231               |                   |
| Non localizzati       | –                 | 1 790             |                   |
| Totale                | 19,66 km²         | 166 007           |                   |

## Infrastrutture e trasporti
|  | È raggiungibile dalle stazioni di Roma Nomentana e Roma Tiburtina. |

|  | È raggiungibile dalla stazione di Roma Tiburtina. |

Il trasporto pubblico è assicurato da numerosi punti di accesso alle linee su ferro, oltre che da molte linee di autobus sia urbane che extraurbane: infatti presso la stazione di Roma Tiburtina vi è il terminal di varie compagnie, come la COTRAL che effettuano servizi di collegamento con i dintorni della capitale e non solo. Inoltre la stazione di Tiburtina è un nodo ferroviario di enorme importanza, in quanto è da qui che passano i collegamenti tra il nord e il sud Italia.
Per quanto riguarda le linee metropolitane, in questo municipio è collocata parte del tracciato della Linea B. Dalla fermata di Bologna parte la diramazione della linea, chiamata Linea B1 che ha iniziato il suo servizio il 13 giugno 2012.

## Amministrazione
| Periodo | Periodo   | Primo cittadino     | Partito             | Carica     | Note  |
| ------- | --------- | ------------------- | ------------------- | ---------- | ----- |
| 2013    | 2016      | Giuseppe Gerace     | Partito Democratico | Presidente |       |
| 2016    | In carica | Francesca Del Bello | Partito Democratico | Presidente | [ 8 ] |

Il Municipio ha istituito a maggio 2017 il Consiglio dei Giovani, l'unico in tutta Roma, con funzioni consultive sui temi di politiche giovanili:
| Periodo | Periodo   | Nome               | Carica          | Gruppo Consiliare |
| ------- | --------- | ------------------ | --------------- | ----------------- |
| 2017    | In carica | Lorenzo Sciarretta | Presidente      | Secondo a Nessuno |
| 2017    | In carica | Guido Ripanti      | Vice-Presidente | Secondo a Nessuno |

## Sport

### Impianti sportivi
- Palazzetto dello Sport, su piazza Apollodoro. Complesso sportivo del XX secolo (1958-60).

Progetto dell'architetto Annibale Vitellozzi in collaborazione con l'ingegnere Pier Luigi Nervi.
- Stadio Flaminio, su viale dello Stadio Flaminio. Complesso sportivo del XX secolo (1957-59).

Progetto dell'architetto Antonio Nervi in collaborazione con l'ingegnere Pier Luigi Nervi.